# Matjaž Barbo
Matjaž Barbo, slovenski muzikolog, * 1. maj 1965, Ljubljana.
Predava na Oddelku za muzikologijo Filozofske fakultete Univerze v Ljubljani.